# C23H21NO2
化学式C23H21NO2（摩尔质量：343.43 g/mol）可以指：
- JWH-079，CAS号：？
- JWH-163，CAS号：824961-06-0
- JWH-165，CAS号：824961-59-3
- JWH-265，CAS号：824960-73-8
- 1-(三苯甲基)-2-氮杂环丙烷羧酸甲酯，CAS号：76357-18-1
- 1-三苯甲基氮丙啶-2-甲酸甲酯，混合CAS号：76357-18-1 ，(S)-：75154-68-6 ，(R)-：160233-42-1

|  | 这个同类索引页列出了具有相同分子式的化学物（即同分異構體）条目。 除非您是有意链接至本页，否则应将相应条目的内部链接指向正确的条目。 |